# Astra - Lost in Space
Astra - Lost in Space (彼方のアストラ?, Kanata no Asutora) è un manga scritto e disegnato da Kenta Shinohara, serializzato online da maggio 2016 a dicembre 2017 sull'applicazione e sito web Shonen Jump+ di Shūeisha. I capitoli sono stati poi pubblicati in cinque volumi tankōbon cartacei. Una serie televisiva anime ispirata al fumetto originale e prodotta dallo studio Lerche è stata trasmessa in Giappone dal 3 luglio al 18 settembre 2019 su AT-X.

## Trama
Nel 2063 i viaggi nello spazio sono più semplici e sfruttabili anche a livello commerciale. Un gruppo di studenti della scuola superiore Caird parte verso il vicino pianeta McPa per trascorrere il suo campeggio planetario quando, giunti da poco a destinazione, vengono spediti lontano anni luce nello spazio a causa di una misteriosa e sconosciuta sfera di luce. Fluttuando nell'orbita di un pianeta sconosciuto, il gruppo scopre che vicino a loro vi è una vecchia nave spaziale abbandonata. Collaborando insieme, si riuniscono a bordo del velivolo e pianificano il proprio ritorno a casa: un viaggio di 5 012 anni luce durante il quale effettueranno soste su altri pianeti per effettuare rifornimento di cibo ed acqua, affrontando diverse peripezie. Il lungo e pericoloso viaggio verso casa a bordo della nave, che chiameranno Astra, porterà con sé nuove rivelazioni sui personaggi, rafforzerà i legami dei suoi partecipanti e li porterà a scoprire come la posta in gioco del loro viaggio sia di gran lunga più grande di quanto potessero immaginare.
Poiché il sistema di comunicazione della nave viene distrutto ed a volte vi è la ricomparsa della sfera di luce che tentare di catapultare di nuovo nello spazio i protagonisti, i ragazzi capiscono che tra di loro c'è un traditore. Tra sospetti e dubbi, un atterraggio su un pianeta compromette irrimediabilmente Astra. Sul pianeta scoprono una nave gemella dell'Astra ma anch'essa non più in grado di volare; fortunatamente. combinando le parti ancora integre delle due navi, riescono a riprendere il viaggio. All'interno della nave gemella scoprono inoltre in ibernazione uno degli esploratori, che entrerà poi a far parte dell'equipaggio dell'Astra.
Durante il viaggio i ragazzi scoprono che sono tutti dei cloni, mentre Paulina, convinta di ritornare sulla Terra, scopre che la destinazione è il pianeta Astra. Sebbene i nomi geografici coincidano tra i due pianeti, la storia diverge dall'anno 1963, dove per i ragazzi vi è una Terza Guerra Mondiale, mentre per Paulina si è appena conclusa la Crisi dei missili di Cuba. Giunti quasi a destinazione smascherano Charce, che confessa di essere il traditore, il quale tenterà poi di suicidarsi attivando una sfera di luce. Kanata lo salverà a prezzo però del suo braccio destro.
Charce, pentito delle sue azioni, racconterà tutti i segreti custoditi dal Regno di Vixia.
La storia mantenuta segreta racconta infatti che l'umanità scoprì che la Terra sarebbe stata colpita da un meteorite e che l'unica possibilità di sopravvivenza sarebbe stata quella di trovare un nuovo pianeta. Mettendo da parte conflitti e rivalità partirono così diverse astronavi (tra cui quella di Paulina) alla ricerca del nuovo pianeta, il quale, una volta trovato, venne chiamato Astra. L'emigrazione dell'umanità fu eseguita attraverso i Wormhole (le sfere di luce), che fungevano da portali tra i due pianeti. Una volta giunti su Astra sfortunatamente cominciarono nuovamente i conflitti tra le popolazioni, portando così ad una decimazione dei terrestri. Per evitare nuovamente un simile evento i sopravvissuti decisero per l'appunto di cancellare il concetto di nazioni e religioni, di distruggere i congegni dei Wormhole - utilizzati infine anche per assassinii ed affidandone il compito all'industria creatrice, la Vixia - e di eliminare dalla storia l'emigrazione della Terra, riavvolgendo la storia di cento anni. L'equipaggio capisce così il pianeta sconosciuto su cui trovarono in orbita l'astronave Astra altri non era che la Terra, ridotta ad un mondo ghiacciato.
I ragazzi invece vengono a conoscenza che sono stati cresciuti come "ricambi" per i loro originali: il "padre" di Zack infatti stava studiando la possibilità di trasferire la coscienza di un individuo su un altro, rendendolo teoricamente immortale. La maggior parte di loro fu quindi cresciuta con quello scopo, mentre lo scopo di Aries e Funicia era quello di fungere da banca degli organi per i loro originali. La principessa di Vixia, Seira, quando scoprì che venne clonata a sua insaputa dal padre affidò la sua clone, che chiamò Aries, ad una cameriera, facendola fuggire dal regno. Venne deciso degli originali di eliminare i cloni al fine di evitare la prigione, in quanto venne varata una legge che ne impediva la loro creazione.
Al ritorno a casa i ragazzi riescono quindi a smascherare gli originali, a farli imprigionare ed a far emergere la vera storia del pianeta Astra. L'astronave Astra verrà invece esposta in un museo. Successivamente Paulina diventa professoressa di storia presso la scuola Caird, Kanata ed Aries si fidanzano (come avvenuto in precedenza per Zack e Quitterie), Quitterie diventa una modella, Ulgar diventa giornalista, Yun-Hua diventa una cantante e Charce il nuovo Re di Vixia. Kanata, grazie ai proventi di un libro da lui scritto, riuscirà poi ad acquistare la vecchia astronave Astra, partendo per l'esplorazione assieme a Zack e Charce.

## Personaggi
Kanata Hoshijima (カナタ・ホシジマ?, Hoshijima Kanata)
Doppiato da: Yūsuke Kobayashi (drama CD) e Yoshimasa Hosoya (anime)
È un ragazzo ottimista con ottime capacità atletiche ed è il capitano della nave Astra. Il padre lo forzò sin dalla tenera età ad allenarsi per migliorarsi al punto da diventare un decatleta. È profondamente segnato dalla morte del suo mentore, avvenuta anni prima in un campeggio in mezzo ai monti. In sua memoria sogna di diventare pilota e di esplorare le profondità dello spazio a bordo di una nave da lui capitanata.
Aries Spring (アリエス・スプリング?, Ariesu Supuringu)
Doppiata da: Ayaka Suwa (drama CD) e Inori Minase (anime)
Una vivace ragazza dai capelli rosa che si innamora di Kanata e che vorrebbe fare amicizia con tutti. Clone della figlia del Re di Vixia.
Zack Walker (ザック・ウォーカー?, Zakku Wōkā)
Doppiato da: Daiki Hamano (drama CD) e Shunsuke Takeuchi (anime)
È il pilota dell'Astra ed il genio del gruppo. È amico d'infanzia di Quitterie.
Quitterie Raffaëlli (キトリー・ラファエリ?, Kitorī Rafaeri)
Doppiata da: Lynn (drama CD) e Tomoyo Kurosawa (anime)
È il medico di bordo dell'Astra. È amica d'infanzia Zack e sogna di diventare sua moglie.
Funicia Raffaëlli (フニシア・ラファエリ?, Funishia Rafaeri)
Doppiata da: Aimi Tanaka (drama CD) e Hina Kino (anime)
Sorella minore di Quitterie. È anch'essa un clone della madre di Quitterie.
Luca Esposito (ルカ・エスポジト?, Ruka Esupojito)
Doppiato da: Ayumu Murase (drama CD) e Risae Matsuda (anime)
Un giovane pieno di energia che in realtà è un ibrido tra un ragazzo e una ragazza.
Ulgar Zweig (ウルガー・ツヴァイク?, Urugā Tsuvaiku)
Doppiato da: Kyosuke Kitayama (drama CD) e Kōki Uchiyama (anime)
È il cacciatore dell'Astra. Sogna di diventare giornalista freelance come il fratello, assassinato durante un'indagine anni prima.
Yun-Hua Lu (ユンファ・ルー?, Yunfa Rū)
Doppiata da: Saori Hayami (anime)
Una ragazza timida ed impacciata che riscoprirà la sua autostima durante il viaggio grazie anche alle sue doti canore.
Charce Lacroix (シャルス・ラクロワ?, Sharusu Rakurowa)
Doppiato da: Sōichirō Hoshi (drama CD) e Nobunaga Shimazaki (anime)
È il biologo dell'Astra e clone del Re di Vixia.
Paulina Levinskaya (ポリーナ・リヴィンスカヤ?, Porīna Rivinsukaya)
Doppiata da: Hitomi Nabatame (anime)
È una scienziata russa che i protagonisti trovano in ibernazione in un'astronave uguale all'Astra. Faceva parte di un gruppo di esploratori incaricati di trovare un nuovo pianeta ai terrestri, ma restò bloccata a causa di un guasto all'astronave.

## Media

### Manga
Astra - Lost in Space è stato serializzato da maggio 2016 al 30 dicembre 2017 sulla rivista digitale Shonen Jump+, distribuita da Shūeisha, e i singoli capitoli sono stati raccolti in 5 volumi tankōbon dal 4 luglio 2016 al 2 febbraio 2018. Un'edizione in inglese edita dalla casa editrice Viz Media è stata pubblicata dal 5 dicembre 2017 al 4 dicembre 2018, mentre Star Comics ha annunciato la pubblicazione di un'edizione italiana, la quale è stata pubblicata dal 18 dicembre 2019 al 17 giugno 2020. La serie è stata pubblicata anche in francese da nobi nobi! dal 20 marzo 2019.
| 1 | 4 luglio 2016             | ISBN 978-4-08-880843-7 | 18 dicembre 2019 | ISBN 978-88-226-1675-3 (ed. regolare) ISBN 978-88-226-1742-2 (ed. limitata) |
| 1 | Capitoli - Capitoli 1-7   |                        |                  |                                                                             |
| 2 | 4 novembre 2016           | ISBN 978-4-08-880869-7 | 22 gennaio 2020  | ISBN 978-88-226-1676-0                                                      |
| 2 | Capitoli - Capitoli 9-18  |                        |                  |                                                                             |
| 3 | 4 aprile 2017             | ISBN 978-4-08-881065-2 | 19 febbraio 2020 | ISBN 978-88-226-1677-7                                                      |
| 3 | Capitoli - Capitoli 19-28 |                        |                  |                                                                             |
| 4 | 4 agosto 2017             | ISBN 978-4-08-881144-4 | 20 maggio 2020   | ISBN 978-88-226-1769-9                                                      |
| 4 | Capitoli - Capitoli 29-38 |                        |                  |                                                                             |
| 5 | 2 febbraio 2018           | ISBN 978-4-08-881314-1 | 17 giugno 2020   | ISBN 978-88-226-1770-5                                                      |
| 5 | Capitoli - Capitoli 39-49 |                        |                  |                                                                             |

### Anime

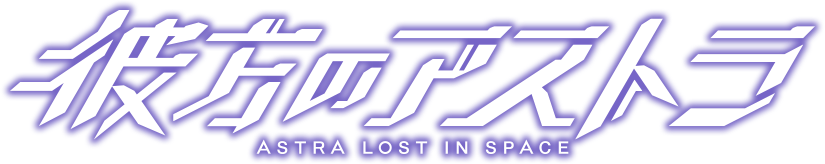
Logo della serie

La produzione di una serie televisiva anime basata sulle vicende del manga originale fu resa nota il 5 febbraio 2019 dal creatore della serie Shinohara. La serie è animata dallo studio Lerche e diretta da Masaomi Andō, con Norimitsu Kaihō alla composizione serie e Keiko Kurosawa alla delineazione del design dei personaggi; Masaru Yokoyama e Nobuaki Nobusawa si sono occupati invece di comporre la colonna sonora. L'anime è stato trasmesso dal 3 luglio al 18 settembre 2019 su AT-X, Tokyo MX, TV Aichi, KBS, SUN e BS11. Il primo episodio è stato trasmesso come speciale della durata di un'ora. Nonoc ha interpretato la sigla di apertura "star*frost", mentre il tema di chiusura "Glow at the Velocity of Light" è stato interpretato da Riko Azuna. Funimation ha licenziato la serie per il Nord America e le isole britanniche, distribuendo la serie in streaming sia sottotitolata che doppiata in inglese.
| Nº | Giapponese 「Kanji」 - Rōmaji       | In onda           | In onda |
| Nº | Giapponese 「Kanji」 - Rōmaji       | Giapponese        |         |
| 1  | 「Planet Camp」 - Planet Camp       | 3 luglio 2019     |         |
| 2  | 「Wilderness」 - Wilderness         | 10 luglio 2019    |         |
| 3  | 「Meteor」 - Meteor                 | 17 luglio 2019    |         |
| 4  | 「Star of Hope」 - Star of Hope     | 24 luglio 2019    |         |
| 5  | 「Paradise」 - Paradise             | 31 luglio 2019    |         |
| 6  | 「Secret」 - Secret                 | 7 agosto 2019     |         |
| 7  | 「Past」 - Past                     | 14 agosto 2019    |         |
| 8  | 「Lost and Found」 - Lost and Found | 21 agosto 2019    |         |
| 9  | 「Revelation」 - Revelation         | 28 agosto 2019    |         |
| 10 | 「Culprit」 - Culprit               | 4 settembre 2019  |         |
| 11 | 「Confession」 - Confession         | 11 settembre 2019 |         |
| 12 | 「Friend-ship」 - Friend-ship       | 18 settembre 2019 |         |

## Accoglienza
Astra - Lost in Space è stato posizionato al terzo posto nella classifica dell'edizione 2019 della guida Kono manga ga sugoi! di Takarajimasha e ha vinto il dodicesimo Manga Taishō.